# Freshfields Bruckhaus Deringer
Freshfields Bruckhaus Deringer — одна из крупнейших в мире международных юридических фирм со штаб-квартирой в Лондоне. История компании уходит корнями в XVIII век, что делает компанию одной из старейших в своем роде.
Freshfields Bruckhaus Deringer является членом организации Magic Circle, которая объединяет в себе ведущие юридические фирм Лондона. Компания в своей современной структуре была создана в 2000 году, после того как британская компания Freshfields объединилась с другими юридическими компаниями, в том числе с немецкой Deringer, Tessin, Herrmann & Sedemund и немецко-австрийской Bruckhaus, Westrick, Heller, Löber.
Фирма имеет 27 офисов в 17 различных юрисдикциях в Восточной Азии, Западной Европе, на Ближнем Востоке и в Северной Америке. Занимается консультированием национальных и транснациональных корпораций, финансовых учреждений и правительств. В 2019 году фирма стала первой неамериканской юридической фирмой, которая повысила зарплаты молодых юристов в Великобритании до 100 000 фунтов стерлингов. 
В 2020 году новым старшим партнером фирмы была избрана Джорджия Доусон. 

## История
Истоки создания компании Freshfields восходят к 1716 году, когда Томас Вудфорд начал заниматься юридической практикой. Преемником Вудфорда в 1730 году стал Уильям Уолл, а в 1743 году — Сэмюэл Додд. В том же году Додд был назначен поверенным Банка Англии. С тех пор Freshfields (в различных формах) является основным юридическими консультантом банка. Назначение Додда рассматривается самой компанией Freshfields в качестве года основания. 
Фирма неоднократно меняла название по мере того, как к ней присоединялись или уходили разные партнеры. В 1801 году Джеймс Уильям Фрешфилд (1775–1864) стал первым членом семьи Фрешфилд, ставшим партнером, после чего фирма стала известна как Winter, Kaye, Beckwith & Freshfield. После очередного изменения названия в 1825 году компания получила название  Freshfield & Son, затем: Freshfields 1868–76, Freshfields & Williams 1876–98, Freshfields 1899–1918, Freshfields & Leese 1918–1921, Freshfields, Leese & Munns 1921–1945 и Freshfields 1946–2000 гг. При этом последний член семьи Фрешфилд, который был партнером, Джеймс Уильям Фрешфилд, вышел на пенсию в 1927 году.
Bruckhaus Westrick Heller & Löber была основана в городе Гамбурге в 1840 году. На момент слияния в 2000 году с Freshfields была одной из двух крупнейших юридических фирм в Германии. Компания Deringer Tessin Herrmann & Sedemund была основана в 1962 году Арведом Дерингером и Клаусом Тессином и базировалась в городе Кельн с 1970 по 2000 год. 

## Инциденты
Фирма в последние годы была вовлечена в несколько громких инцидентов. В 2019 году, незадолго до ухода из фирмы, партнер Райан Беквит был обвинен в сексуальных отношениях с младшим юристом фирмы, из-за чего впоследствии подвергся выговору, а также был оштрафован на 35 000 фунтов стерлингов Дисциплинарным трибуналом солиситоров. С тех пор появились и другие подобные дела с участием партнеров фирмы. Впоследствии решение по Беквиту было отменено, он был оправдан Высоким судом Лондона в 2020 году. После этого инцидента фирма создала Комитет по вопросам поведения, с помощью которого она может штрафовать своих партнеров за неблаговидное поведение. В том же году фирма также столкнулась с расследованием со стороны Управления по регулированию деятельности солиситоров в связи с проведением проверки относительно жалобы по обвинению в изнасиловании.
С 2017 года немецкая прокуратура дважды совершала обыски во франкфуртских офисах Freshfields с целью расследования дела о мошенничестве с использованием фантомной торговли, (cum ex fraud), из-за которой был нанесен ущерб бюджету в размере 5 миллиардов евро. Freshfields Bruckhaus Deringer дал налоговую консультацию, которая впоследствии использовалась мошенниками для обоснования законности своих действий. В ноябре 2019 года бывший глава отдела международного налогообложения Ульф Йоханнеманн был арестован и обвинен в налоговом мошенничестве. Затем, в июне 2020 года, второму бывшему партнеру было предъявлено обвинение в пособничестве уклонению от уплаты налогов. 
В 2020 году выяснилось, что фирма имела исторические связи с атлантической работорговлей. В частности, основатель фирмы, Джеймс Уильям Фрешфилд, имел финансовую выгоду от рабства, так как выступал в качестве попечителя нескольких рабовладельцев.

## Известные адвокаты Freshfields
- Бим Афолами
- Арвед Дерингер
- Сара Фальк
- Дуглас Фрешфилд
- Генри Рэй Фрешфилд
- Джон Ламонт
- Крис Морт
- Марк Окерстром
- Джон Паркинсон
- Бенито Романо
- Энтони Зальц
- Тимоти А. Уилкинс
- Ник Янг
- Алма Задич